# Wereldkampioenschappen zwemmen 2013 – 200 meter vlinderslag mannen
De 200 meter vlinderslag voor mannen op de wereldkampioenschappen zwemmen 2013 in Barcelona vond plaats op 30 juli, series en halve finales, en 31 juli 2013, finale. Na afloop van de series kwalificeerden de zestien snelste zwemmers zich voor de halve finales, de snelste acht uit de halve finales gingen door naar de finale.

## Records
Voorafgaand aan het toernooi waren dit het wereldrecord en het kampioenschapsrecord
| Wereldrecord         | Michael Phelps | 1.51,51 | Rome | 29 juli 2009 |
| Kampioenschapsrecord | Michael Phelps | 1.51,51 | Rome | 29 juli 2009 |

## Uitslagen

### Series
| Rang | Serie | Baan | Naam                    | Land                | Tijd    | Bijz. |
| ---- | ----- | ---- | ----------------------- | ------------------- | ------- | ----- |
| 1    | 3     | 5    | Tyler Clary             | Verenigde Staten    | 1:56.03 | Q     |
| 2    | 4     | 4    | Chad le Clos            | Zuid-Afrika         | 1:56.21 | Q     |
| 3    | 3     | 6    | Tom Luchsinger          | Verenigde Staten    | 1:56.32 | Q     |
| 4    | 2     | 6    | Nikolaj Skvortsov       | Rusland             | 1:56.47 | Q     |
| 5    | 4     | 5    | Chen Yin                | China               | 1:56.48 | Q     |
| 6    | 4     | 7    | Leonardo de Deus        | Brazilië            | 1:56.52 | Q     |
| 7    | 4     | 3    | Paweł Korzeniowski      | Polen               | 1:56.61 | Q     |
| 8    | 4     | 6    | Yuki Kobori             | Japan               | 1:56.64 | Q     |
| 9    | 2     | 3    | Bence Biczó             | Hongarije           | 1:56.70 | Q     |
| 10   | 2     | 4    | Wu Peng                 | China               | 1:56.96 | Q     |
| 11   | 3     | 4    | Takeshi Matsuda         | Japan               | 1:57.14 | Q     |
| 12   | 3     | 3    | Grant Irvine            | Australië           | 1:57.18 | Q     |
| 13   | 2     | 2    | Jordan Coelho           | Frankrijk           | 1:57.19 | Q     |
| 14   | 2     | 7    | Joseph Schooling        | Singapore           | 1:57.23 | Q     |
| 15   | 2     | 5    | Velimir Stjepanović     | Servië              | 1:57.34 | Q     |
| 16   | 3     | 7    | Roberto Pavoni          | Verenigd Koninkrijk | 1:57.37 | Q     |
| 17   | 4     | 0    | Alexandru Coci          | Roemenië            | 1:57.86 |       |
| 18   | 4     | 1    | Zackariah Chetrat       | Canada              | 1:57.92 |       |
| 19   | 3     | 8    | Mauricio Fiol           | Peru                | 1:58.29 |       |
| 20   | 3     | 2    | Michal Poprawa          | Polen               | 1:58.34 |       |
| 21   | 4     | 2    | Francesco Pavone        | Italië              | 1:58.68 |       |
| 22   | 2     | 8    | Marcos Lavado           | Venezuela           | 1:58.69 |       |
| 23   | 3     | 1    | Pedro Oliveira          | Portugal            | 1:58.78 |       |
| 24   | 2     | 1    | Shaun Burnett           | Nieuw-Zeeland       | 1:59.35 |       |
| 25   | 2     | 0    | Gal Nevo                | Israël              | 1:59.37 |       |
| 26   | 2     | 9    | Yury Suvorau            | Wit-Rusland         | 2:01.28 |       |
| 27   | 1     | 5    | Esteban Enderica        | Ecuador             | 2:01.46 |       |
| 28   | 3     | 0    | Hsu Chi-chieh           | Chinees Taipei      | 2:01.49 |       |
| 29   | 1     | 4    | Ramiro Ramírez          | Mexico              | 2:02.37 |       |
| 30   | 4     | 9    | Jan Šefl                | Tsjechië            | 2:02.43 |       |
| 31   | 4     | 8    | Chang Gyu-Cheol         | Zuid-Korea          | 2:03.32 |       |
| 32   | 3     | 9    | Yousef Al-Askari        | Koeweit             | 2:07.03 |       |
| 33   | 1     | 6    | Khalid Baba             | Bahrein             | 2:20.23 |       |
| 34   | 1     | 2    | Andrianirina Lalanomena | Madagaskar          | 2:33.87 |       |
| 035  | 1     | 3    | Nuno Miguel Rola        | Angola              |         | DNS   |

### Halve finales
| Rang | Serie | Baan | Naam                | Land                | Tijd    | Bijz. |
| ---- | ----- | ---- | ------------------- | ------------------- | ------- | ----- |
| 1    | 1     | 4    | Chad le Clos        | Zuid-Afrika         | 1.55,33 | Q     |
| 2    | 1     | 2    | Wu Peng             | China               | 1.55,42 | Q     |
| 3    | 2     | 6    | Paweł Korzeniowski  | Polen               | 1.55,67 | Q     |
| 4    | 2     | 3    | Chen Yin            | China               | 1.55,97 | Q     |
| 4    | 2     | 4    | Tyler Clary         | Verenigde Staten    | 1.55,97 | Q     |
| 6    | 1     | 5    | Nikolaj Skvortsov   | Rusland             | 1.56,02 | Q     |
| 7    | 1     | 3    | Leonardo de Deus    | Brazilië            | 1.56,06 | Q     |
| 8    | 2     | 5    | Tom Luchsinger      | Verenigde Staten    | 1.56,10 | Q     |
| 9    | 1     | 6    | Yuki Kobori         | Japan               | 1.56,15 |       |
| 10   | 1     | 1    | Joseph Schooling    | Singapore           | 1.56,27 |       |
| 11   | 2     | 7    | Takeshi Matsuda     | Japan               | 1.56,42 |       |
| 12   | 2     | 2    | Bence Biczó         | Hongarije           | 1.56,48 |       |
| 13   | 2     | 8    | Velimir Stjepanović | Servië              | 1.56,60 |       |
| 14   | 1     | 7    | Grant Irvine        | Australië           | 1.56,95 |       |
| 15   | 2     | 1    | Jordan Coelho       | Frankrijk           | 1.57,12 |       |
| 16   | 1     | 8    | Roberto Pavoni      | Verenigd Koninkrijk | 1.57,60 |       |

### Finale
| Rang   | Baan | Naam               | Land             | Tijd    | Bijz. |
| ------ | ---- | ------------------ | ---------------- | ------- | ----- |
| Goud   | 4    | Chad le Clos       | Zuid-Afrika      | 1.54,32 |       |
| Zilver | 3    | Paweł Korzeniowski | Polen            | 1.55,01 |       |
| Brons  | 5    | Wu Peng            | China            | 1.55,09 |       |
| 4      | 6    | Chen Yin           | China            | 1.55,47 |       |
| 5      | 8    | Tom Luchsinger     | Verenigde Staten | 1.55,70 |       |
| 6      | 7    | Nikolaj Skvortsov  | Rusland          | 1.56,02 |       |
| 7      | 2    | Tyler Clary        | Verenigde Staten | 1.56,34 |       |
| 8      | 1    | Leonardo de Deus   | Brazilië         | 1.56,44 |       |